# Niels van Berkel
Niels van Berkel (Tilburg, 7 september 2001) is een Nederlands voetballer die doorgaans als linksback speelt.

## Carrière
Van Berkel speelde in de jeugd bij de plaatselijke amateurclub VOAB en zat tussendoor ook twee jaar in de jeugdopleiding van PSV, alvorens hij in 2014 aansloot bij Willem II. Daar tekende hij in 2021 zijn eerste profcontract en verlengde dat een jaar later samen met zijn jongere broer Floris met nog een seizoen. Op 16 december 2022 debuteerde Niels van Berkel in het eerste elftal tijdens een met 0-3 gewonnen uitwedstrijd bij De Graafschap, als invaller voor Lucas Woudenberg. Ruim vier maanden later, in de thuiswedstrijd tegen datzelfde De Graafschap, scoorde hij zijn eerste profgoal en leverde daarnaast met een assist een belangrijke bijdrage aan de 3-2 overwinning. In januari 2024 liep de verdediger tijdens een oefenwedstrijd tegen VV Katwijk een zware knieblessure op, waardoor hij lange tijd uit de roulatie zou zijn. Desondanks besloot de club even later zijn in 2025 aflopende contract met nog een jaar te verlengen, tot medio 2026. Ruim een jaar na het oplopen van zijn blessure maakte hij zijn rentree tijdens een oefenwedstrijd tegen Telstar. Eind januari 2025 werd Van Berkel door de Tilburgse eredivisionist voor anderhalf seizoen verhuurd aan eerstedivisionist VVV-Venlo. Na een half seizoen keerde Van Berkel weer terug in Tilburg, dat een terugroepclausule opgenomen had in het contract. Hij kampte met fysieke klachten en kwam geen enkele minuut in actie voor VVV.

### Statistieken
| Seizoen                           | Club           | Competitie     | Competitie | Competitie | Beker | Beker | Playoffs | Playoffs | Totaal | Totaal |
| Seizoen                           | Club           | Competitie     | Wed.       | Dlp.       | Wed.  | Dlp.  | Wed.     | Dlp.     | Wed.   | Dlp.   |
| --------------------------------- | -------------- | -------------- | ---------- | ---------- | ----- | ----- | -------- | -------- | ------ | ------ |
| 2022/23                           | Willem II      | Eerste divisie | 6          | 1          | 0     | 0     | 2        | 0        | 8      | 1      |
| 2023/24                           | Willem II      | Eerste divisie | 10         | 0          | 2     | 0     | —        | —        | 12     | 0      |
| 2024/25                           | Willem II      | Eredivisie     | 0          | 0          | 0     | 0     | 0        | 0        | 0      | 0      |
| 2024/25                           | → VVV-Venlo    | Eerste divisie | 0          | 0          | 0     | 0     | —        | —        | 0      | 0      |
| 2025/26                           | Willem II      | Eerste divisie | 0          | 0          | 0     | 0     | —        | —        | 0      | 0      |
| Carrièretotaal                    | Carrièretotaal | Carrièretotaal | 16         | 1          | 2     | 0     | 2        | 0        | 20     | 1      |
| Bijgewerkt tot en met 6 juni 2025 |                |                |            |            |       |       |          |          |        |        |